# Фисташка Юстиниана
Фисташка Юстиниана — ботанический памятник природы в окрестностях Ялты (Городской округ Ялта или Ялтинский городской совет), Крым. Один из самых старых экземпляров фисташки туполистной в Крыму возрастом более 1000 лет. Дерево растёт рядом со зданием маяка на территории воинской части на самой вершине мыса Ай-Тодор. Дерево в хорошем состоянии.
На высоте 1,3 м дерево имеет в обхвате 5,6 м, высота дерева — 15 м. Имеет 8 крупных ветвей-стволов. Дерево бережно опекается, дупла заделаны, оборудован дренаж. Вместе с тем, экскурсанты парка нередко залезают на ветви дерева фотографироваться, что может привести к их поломке.